# Sielsowiet Sokołów
Sielsowiet Sokołów (biał. Сакалоўскі сельсавет, Sakałouski sielsawiet; ros. Соколовский сельсовет) – sielsowiet na Białorusi, w obwodzie brzeskim, w rejonie bereskim, z siedzibą w Sokołowie.

## Demografia
Według spisu z 2009 sielsowiet Sokołów zamieszkiwało 2036 osób, w tym 1885 Białorusinów (92,58%), 106 Rosjan (5,21%), 30 Ukraińców (1,47%), 11 Polaków (0,54%), 3 osoby innych narodowości i 1 osoba, która nie podała żadnej narodowości.

## Geografia i transport
Sielsowiet położony jest w północnowschodniej części rejonu bereskiego.
Przez sielsowiet przebiegają linie kolejowe Moskwa–Mińsk–Brześć i Bronna Góra–Białooziersk, droga magistralna M1 oraz drogi republikańskie R2 i R136.

## Miejscowości
- agromiasteczko:
  - Sokołów
- wsie:
  - Bronna Góra
  - Ogrodniki
  - Rzeczyca
  - Smolarka